# Vlag van Herrera

Vlag van Herrera

De vlag van Herrera is de vlag van de Panamese provincie Herrera. De vlag van de provincie Herrera is officieel sinds 16 december 2012 door resolutie 29 die systeem gaf aan decreet nummer 1 van 2 januari 2013. Het is een horizontale tweekleurige vlag van geel en blauw met de oranje kaart van de provincie in het midden en 7 blauwe sterren die de districten in een boog boven de kaart voorstellen.